# 葆拉·武科伊契奇
葆拉·武科伊契奇（1974年8月28日—），阿根廷女子曲棍球运动员。她曾代表阿根廷国家队参加2000年、2004年和2008年夏季奥林匹克运动会曲棍球比赛，获得一枚银牌和二枚铜牌。